# Maurice Horsthuis
Maurice Horsthuis (* 28. April 1948 in Breda) ist ein niederländischer Jazz- und Avantgardemusiker und Komponist.
Horsthuis studierte vier Jahre klassische Viola in Tilburg und ein Jahr elektroakustische Musik am Sonology Institute. 1972 begann er sich unter dem Eindruck eines Konzerts von Loek Dikker für Jazz zu interessieren und gelangte 1974 über die Herbie White Combo in Gruppen von Guus Janssen. Ferner arbeitete er mit Leo Cuypers. Maarten Altena holte ihn 1977 in sein Ensemble K'Ploeng, zu dem noch Derek Bailey, Tristan Honsinger und Terry Day gehörten. Es war Mitglied des Amsterdam String Trio (mit Ernst Reijseger und Ernst Glerum) und des ICP-Orchestra. 1990 gründete er das Amsterdam Drama, ein Ensemble aus 19 Streichern und Vokalisten, mit dem er 1993 das gleichnamige Album einspielte und seine Schauspielmusiken aufführte.
Seit 1979 komponierte er Schauspielmusiken u. a. für die Theaterkompagnien Baal und Globe und das Footsbarn Teeatre. Für den Cellisten Yo-Yo Ma schrieb er Yo el rey, ein Werk für zwei Celli und Orchester. Auch leitet er das Streichoktett Elastic Slang, für das er auch komponiert.

## Diskographie (Auswahl)
- Misha Mengelberg & ICP Orchestra: Japon Japon, 1982 (mit Peter Brötzmann, Michael Moore Keshavan Maslak, Toshinori Kondō, Joep Maassen, Wolter Wierbos, Larry Fishkind, Han Bennink)
- Maarten Altena / Maurice Horsthuis Grand Duo, 1982
- ICP Orchestra: Bospaadje Konijnehol I, 1986
- Amsterdam String Trio: Dodekania, 1986
- ICP Orchestra: Two Programs: Performs Herbie Nichols and Thelonious, 1987
- Amsterdam String Trio: Wild West, 1989
- Amsterdam Drama, 1993
- Amsterdam String Trio: Winter Theme, 2000
- Amsterdam String Trio / Nederlands Jeugd Strijkorkest Lente In de Werkplaats, 2002
- Elastic Jargon Slang mit Mark Feldman, Jasper le Clercq, Jeffrey Bruinsma, Heleen van der Hoeven, Benjamin von Gutzeit, Annie Tangberg, Brice Soniano, 2009
- Elastic Jargon Tableau, 2012

## Kompositionen
- Dat had je gedroomd für Violine, Viola und Cello
- Zakkenroller für Violine und Klavier, 1983
- Yo el rey zwei Celli und Orchester

- Schauspielmusiken zu:
  - Kaspar von Peter Handke
  - Figaro lässt sich scheiden von Ödön von Horváth
  - Mutter Courage von Bertolt Brecht
  - Moby Dick nach Herman Melville
  - A Shakespeare Party nach William Shakespeare
  - The Man Who Laughs nach Victor Hugos L'homme, qui rit
  - Der Inspektor nach Nikolai Gogol
  - Don Juan nach Molière
  - Romeo und Julia nach Shakespeare
  - Babylon nach Michail Bulgakows Der Meister und Margarita